# 河田長親
河田 長親（かわだ ながちか）は、戦国時代から安土桃山時代にかけての武将。越後国の戦国大名・長尾氏（上杉氏）の家臣。古志郡栖吉城城主。近江国出身で、上杉謙信上洛の際に召し抱えられ、奉行職や越中戦線の指揮などで活躍した。

## 生涯
元は近江国に住む伊豆守入道（河田元親）という男の息子だったといわれている。伊豆守入道は藤原氏の末裔というが定かではない。なお、生年には天文9年（1540年）説もある。なお、近江川田氏（後述）の系譜によれば、平城天皇の末裔と称し、南北朝時代に近江国野洲郡河田郷の領主になったと伝えている。
一時、井上鋭夫による信濃国出身説も出されていたが、近江国野洲郡河田郷の比定地である滋賀県守山市川田町において1986年から1992年にかけて行われた発掘調査において武家の城館を含めた中世遺構が確認されたこと、現地に河田氏の末裔とみられる川田姓の住民（近江川田氏）が現存し、彼らの祖先が上杉家臣の河田氏と関係していたとする史料を伝えていることから、河田元親・長親父子は近江出身とみられる。
永禄2年（1559年）、長尾景虎（上杉謙信）2度目の上洛の際、日吉大社で稚児をしていた長親は、景虎にその美貌と才能を認められて側近として取り立てられ、奉行職を歴任した。智勇兼備の武将であったため重用され、上杉氏を相続した謙信にならい同様に改姓した上杉景信の跡を受けて古志長尾氏の名跡も与えられたが、長親自身は長尾姓を名乗ることは慎んで辞退したと伝えられている。また、謙信は「武運長久」に通じる"長"の字を好んでいたと伝えられ、長親の諱も謙信が命名したとする説がある（吉江長秀・荻田長繁・本田長信・鯵坂長実のように謙信が烏帽子親と伝えられる家臣には"長"の諱を持つ武将が多い）。
永禄年間の北条氏康との関東での戦いでは厩橋城及び沼田城城代を務めた。永禄末年からは一向一揆との戦いが本格化し、越中魚津城を預かり、新庄城城主・鯵坂長実と共に越中方面の総指揮官として軍政に当たる。一向一揆との戦いは一進一退を繰り返すが、武田信玄没後に謙信の軍が越中に投入されたことにより、椎名康胤を攻めて追放することに成功する。この功により太田下郷が与えられ越中松倉城城主となり、松倉金山の経営も行った。元亀2年（1571年）には老父を近江から呼び寄せている。
天正5年（1577年）、謙信が織田の大軍を迎え撃った手取川の戦いの際には、鯵坂長実と共に落城した七尾城を受け取っている。
天正6年（1578年）に謙信が死去すると出家して禅忠と号した。まもなく勃発した御館の乱では景信や一族の河田重親が上杉景虎に味方したのに対し、はじめ中立を保ち、のちに上杉景勝を支援した。この間長親は、謙信の死を好機として侵攻してくる織田軍への防戦に追われ、月岡野の戦いで斎藤利治に敗れるなど苦戦していた。織田信長からは、近江国を与える条件で上杉氏に背くよう誘いが来たが、これを断り景勝を支援した。御館の乱は景勝の勝利で終わるが、景勝自身が上田長尾家以来の家臣団を中心とした側近集団を編成したこと、謙信が登用した他国出身の家臣を快く思わない越後譜代の家臣の意向もあり、長親のそれまでの功績にもかかわらず次第に上杉家臣団の中枢から外されていったとする説もある（織田信長ら他国勢力の勧誘の動きもこうした状況を踏まえていた可能性がある）。
その後も柴田勝家、佐々成政らの越中侵攻を迎えて戦うが、その最中の天正9年（1581年）に越中松倉城で病死した。享年39。長親の死去に乗じて勢い付いた織田軍により、越中の過半が織田氏の支配圏に入ることとなった。
長親の跡は嫡男の河田岩鶴丸が継いだが、天正14年（1586年）に14歳で死去した。その後、一族の河田親詮が跡を継いだものの、その際に上杉家中における河田氏の軍権は大幅に縮小されている。ただし、長親の没後にその未亡人が岩鶴丸のために景勝の側近である黒金景信や山崎専柳斎に対して家督継承や没収された所領の回復を訴え出ていることから、岩鶴丸の継承の際にも何らかの措置が行われていた可能性がある。

## 人物・逸話
- 上杉謙信に見い出された長親の出世・活躍を伝え聞いた近江国の河田一族は、自身の立身出世をそれに託し、多くが越後に移住したという。また、元親の弟である河田直親は六角義賢に仕えて観音寺城の戦いで戦死したとされており[6]、六角氏の没落も影響した可能性がある。

## 系譜
- 正室：北条高広の娘
  - 河田岩鶴丸（天正元年（1573年） -  天正14年（1586年））
嫡男。家督を継いだが14歳で夭折。その後従兄弟の親詮が継ぎ、郡代や奉行を経て、子孫は代々馬廻組となり幕末に至った。